# Kevin Michael Richardson
Kevin Michael Richardson (ur. 25 października 1964 w Bronx, Nowy Jork) – amerykański aktor filmowy, telewizyjny i głosowy. Jego znakiem rozpoznawczym jest bardzo niski głos, z powodu którego często użycza głosu czarnym charakterom.

## Wybrana filmografia

### Filmy
- 1995: Mortal Kombat jako Goro (głos)
- 1996: Szklanką po łapkach jako strażnik
- 1996: Wszystkie psy idą do nieba 2 jako św. Bernard, oficer Andrews (głos)
- 1996: Brudne pieniądze jako policjant
- 2005: Clerks – Sprzedawcy II jako policjant

### Seriale
- 1993: Życie jak sen jako Craig
- 1994: Szaleję za tobą jako telemaniak
- 1994: Ostry dyżur jako Patrick
- 1995–1996: Dziewczyna z komputera jako porucznik / pirat z głosem husky
- 2002: Królik Greg jako spiker SK-2.0
- 2005: Filip z przyszłości jako Pan Littletree (głos)
- 2004–2006: Super Robot Monkey Team Hyperforce Go! jako Antauri (głos)
- 2006: Zwariowany świat Malcolma jako Bob Hope (głos)
- 2007: Jak obrabować Micka Jaggera jako Rockefeller Butts
- 2008: Detoks jako Darnell McDowell
- 2009: La Mission jako Dee
- 2009: Jak poznałem waszą matkę jako Stan